# Tyronne del Pino
Tyronne Gustavo del Pino Ramos (Las Palmas de Gran Canaria, Canarias, España, 27 de enero de 1991) conocido como Tyronne o Tayron es un futbolista español que juega de mediocentro ofensivo. Actualmente juega en el Ratchaburi Mitr Phol Football Club de la Liga de Tailandia.

## Trayectoria
Llegó a los filiales de La U. D. Las Palmas en categoría infantil y pasó por todas las categorías hasta llegar al primer equipo. Desde la temporada 2010-11 actuó en Las Palmas Atlético en tercera. En esa misma temporada se produjo su debut en el primer equipo en la derrota contra el Xerez C. D.. Tras una grave lesión, que lo tuvo apartado 14 meses, volvió al filial. La temporada siguiente, en enero de 2013, al término del mercado de invierno el jugador fue cedido al Barakaldo C. F..
A su vuelta a la disciplina amarilla se incorporó de nuevo al filial ahora en segunda B. La pretemporada 2014-15 la inició en el primer equipo, pero al no entrar en los planes del entrenador Paco Herrera es cedido a la disciplina del S. D. Huesca en Segunda B, club con el que consiguió ascender a Segunda División, contribuyendo con sus goles.
Tras esta buena temporada, la Unión Deportiva Las Palmas decide renovarlo hasta 2019, volviendo a ser cedido una temporada más en el equipo oscense. Al finalizar la temporada vuelve a su club de origen para realizar la pretemporada. Definitivamente se quedó en la plantilla y debutó en Primera División ante el Granada C. F. el 28 de agosto. Tuvo poca participación y en el mercado invernal de 2017 volvió a ser cedido, esta vez al C. D. Tenerife.
En el julio de 2017 rescinde contrato con la U. D. Las Palmas, para fichar por el C. D. Tenerife para las tres siguientes temporadas. El 28 de junio de 2019 rescindió su contrato con el Tenerife. El 13 de septiembre de 2019 fichó por el Lamia F. C., club de la superliga de Grecia.
Tras tres temporadas en Grecia, el 29 de julio de 2022, fichó por el Nakhon Ratchasima Football Club de la Liga de Tailandia. Un año más tarde dejó la liga tailandesa para fichar por el Persib Bandung de la liga de Malasia.
El 13 de enero de 2024, firmó por el Ratchaburi Mitr Phol Football Club de la Liga de Tailandia.

## Clubes
| Club                       | País      | Año       |
| -------------------------- | --------- | --------- |
| Las Palmas Atlético        | España    | 2010-2013 |
| Barakaldo C. F. (cesión)   | España    | 2013      |
| Las Palmas Atlético        | España    | 2013-2014 |
| U. D. Las Palmas           | España    | 2014      |
| S. D. Huesca (cesión)      | España    | 2014-2016 |
| U. D. Las Palmas           | España    | 2016-2017 |
| C. D. Tenerife             | España    | 2017-2019 |
| Lamia F. C.                | Grecia    | 2019-2022 |
| Nakhon Ratchasima F. C.    | Tailandia | 2022-2023 |
| Persib Bandung             | Indonesia | 2023      |
| Ratchaburi Mitr Phol F. C. | Tailandia | 2024-     |